# Гвинеја Бисао на Светском првенству у атлетици у дворани 2010.
Гвинеја Бисао је први пут учествовала на светском првенство у атлетици у дворани 2010. на 13. Светском првенству одржаном у Дохи (Катар) од 12. до 14. марта. Репрезентацију Гвонеје Бисао представљао је један такмичар, који се такмичио у спринтерској трци на 60 метара.
Такмичар Гвинеје Бисао није освојили ниједну медаљу, нити је оборио неки рекорд.

## Учесници
Мушкарци:
- Холдер да Силва — 60 м

## Резултати

### Мушкарци
| Атлетичар       | Дисциплина | Лични рекорд | Квалификације | Квалификације | Полуфинале           | Полуфинале           | Финале               | Финале       | Детаљи |
| Атлетичар       | Дисциплина | Лични рекорд | Резултат      | Место         | Резултат             | Место                | Резултат             | Место        | Детаљи |
| --------------- | ---------- | ------------ | ------------- | ------------- | -------------------- | -------------------- | -------------------- | ------------ | ------ |
| Холдер да Силва | 60 м       | 6,80 НР      | 7,07          | 5. у гр. 7    | Није се квалификовао | Није се квалификовао | Није се квалификовао | 44 / 49 (53) |        |